# Thiscia ohausi
Thiscia ohausi är en insektsart som beskrevs av Schmidt 1932. Thiscia ohausi ingår i släktet Thiscia och familjen Acanaloniidae. Inga underarter finns listade i Catalogue of Life.